# Records de Cuba d'athlétisme

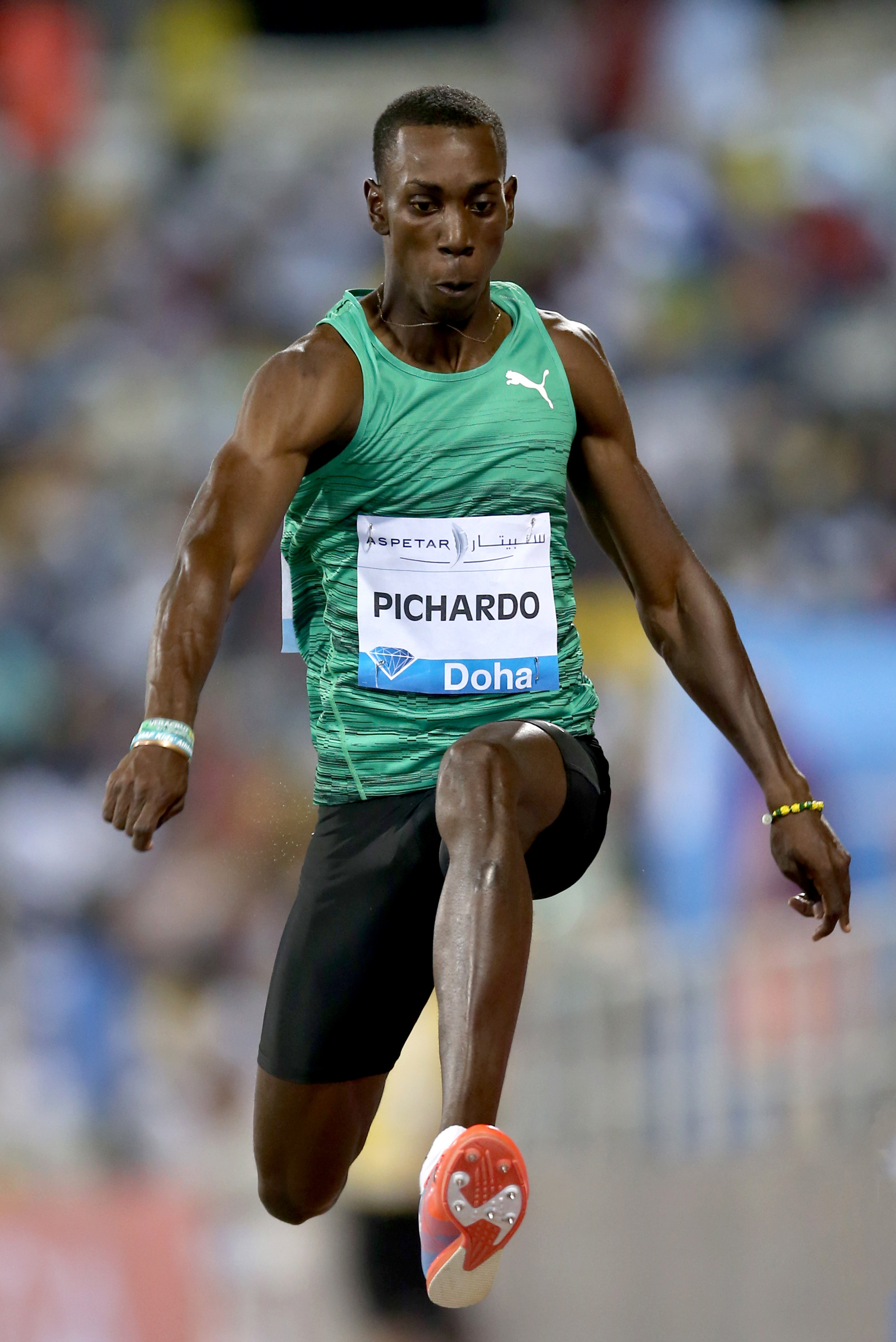
Pedro Pablo Pichardo, détenteur du record de Cuba du triple saut.

Les records de Cuba d'athlétisme sont les meilleures performances réalisées par des athlètes cubains et homologuées par la Fédération cubaine d'athlétisme.

## Plein air

### Hommes
| Épreuve              | Record | Athlète                                                                           | Date             | Compétition                                      | Lieu                 | Réf.   |
| -------------------- | --- | --------------------------------------------------------------------------------- | ---------------- | ------------------------------------------------ | -------------------- | ------ |
| 100 m                | 9 s 90 (0,0 m/s) | Shainer Rengifo                                                                   | 1er juin 2024    |                                                  | Salamanque           | [ 1 ]  |
| 200 m                | 19 s 63 (+1,2 m/s) | Reynier Mena                                                                      | 3 juillet 2022   | Résisprint                                       | La Chaux-de-Fonds    | [ 2 ]  |
| 300 m                | 31 s 48 | Roberto Hernández                                                                 | 3 septembre 1990 |                                                  | Jerez de la Frontera |        |
| 400 m                | 44 s 14 | Roberto Hernández                                                                 | 30 mai 1990      | VII Gran Premio Expo'92                          | Séville              |        |
| 800 m                | 1 min 42 s 85 | Norberto Téllez                                                                   | 31 juillet 1996  | Jeux olympiques                                  | Atlanta              |        |
| 1 500 m              | 3 min 35 s 03 | Maurys Surel Castillo                                                             | 7 juin 2012      | 8e Meeting Iberoamericano de Atletismo           | Huelva               | [ 3 ]  |
| 3 000 m              | 7 min 58 s 3 | Maurys Surel Castillo                                                             | 20 juin 2009     |                                                  | La Havane            |        |
| 5 000 m              | 13 min 44 s 8 a | Luis Medina                                                                       | 21 juin 1977     |                                                  | Prague               |        |
| 10 000 m             | 28 min 48 s 96 | Alberto Cuba                                                                      | 10 février 1989  |                                                  | La Havane            |        |
| 10 km (route)        | 29 min 45 s | Aguelmis Rojas                                                                    | 18 décembre 2010 | Corrida de San Fernando                          | Montevideo           | [ 4 ]  |
| Semi-marathon        | 1 h 03 min 48 s | Aguelmis Rojas                                                                    | 14 octobre 2007  | Championnats du monde de course sur route        | Udine                |        |
| Marathon             | 2 h 10 min 53 s | Alberto Cuba                                                                      | 13 décembre 1992 |                                                  | Mérida               |        |
| 110 m haies          | 12 s 87 (+0,9 m/s) | Dayron Robles                                                                     | 12 juin 2008     | Golden Spike Ostrava                             | Ostrava              | [ 5 ]  |
| 400 m haies          | 47 s 93 | Omar Cisneros                                                                     | 13 août 2013     | Championnats du monde                            | Moscou               | [ 6 ]  |
| 3 000 m steeple      | 8 min 26 s 16 | José Sanchez                                                                      | 19 juin 2009     |                                                  | La Havane            |        |
| Saut en hauteur      | 2,45 m (WR) | Javier Sotomayor                                                                  | 27 juillet 1993  |                                                  | Salamanque           |        |
| Saut à la perche     | 5,90 m | Lázaro Borges                                                                     | 29 août 2011     | Championnats du monde                            | Daegu                | [ 7 ]  |
| Saut en longueur     | 8,71 m (+1,9 m/s) | Iván Pedroso                                                                      | 18 juillet 1995  |                                                  | Salamanque           |        |
| Triple saut          | 18,08 m | Pedro Pablo Pichardo                                                              | 28 mai 2015      | Copa Cuba-Memorial Barrientos                    | La Havane            | [ 8 ]  |
| Lancer du poids      | 20,78 m | Alexis Paumier                                                                    | 29 juillet 2000  | Meeting Barrientos                               | La Havane            | [ 9 ]  |
| Lancer du disque     | 71,06 m | Luis Delís                                                                        | 21 mai 1983      | Meeting Barrientos                               | La Havane            | [ 10 ] |
| Lancer du marteau    | 78,02 m | Roberto Janet                                                                     | 28 mai 2015      | Copa Cuba-Memorial Barrientos                    | La Havane            |        |
| Lancer du javelot    | 87,20 m A | Guillermo Martínez                                                                | 28 octobre 2011  | Jeux panaméricains                               | Guadalajara          | ,      |
| Décathlon            | 8 654 pts | Leonel Suárez                                                                     | 3–4 juillet 2009 | Championnats d'Amérique centrale et des Caraïbes | La Havane            |        |
| Décathlon            | 11 s 07 (+0,7 m/s) (100 m), 7,42 m (+0,8 m/s) (longueur), 14,39 m (poids), 2,09 m (hauteur), 47 s 65 (400 m) / 14 s 15 (-0,6 m/s) (110 m haies), 46,07 m (disque), 4,70 m (perche), 77,47 m (javelot), 4 min 27 s 29 (1 500 m) |                                                                                   |                  |                                                  |                      |        |
| 20 km marche (route) | 1 h 21 min 45 s | Jorge Luis Pino                                                                   | 30 juillet 2002  |                                                  | Matanzas             |        |
| 50 km marche (route) | 3 h 52 min 19 s | Edel Oliva                                                                        | 24 mars 1995     | Jeux panaméricains                               | Mar del Plata        |        |
| 4 × 100 m            | 38 s 00 | Équipe nationale Andrés Simón Joel Lamela Joel Isasi Jorge Aguilera               | 8 août 1992      | Jeux olympiques                                  | Barcelone            |        |
| 4 × 200 m            | 1 min 22 s 06 | Équipe nationale Orestes Rodríguez Osmaidel Pellicier Raidel Acea Yoandys Lescay  | 15 février 2014  |                                                  | La Havane            |        |
| 4 × 400 m            | 2 min 59 s 13 | Équipe nationale Lázaro Martínez Héctor Herrera Norberto Téllez Roberto Hernández | 7 août 1992      | Jeux olympiques                                  | Barcelone            |        |

### Femmes
| Épreuve              | Record | Athlète                                                                    | Date             | Compétition                                      | Lieu           | Réf.   |
| -------------------- | --- | -------------------------------------------------------------------------- | ---------------- | ------------------------------------------------ | -------------- | ------ |
| 100 m                | 11 s 10 (+1,6 m/s) | Liliana Allen                                                              | 13 juillet 1992  |                                                  | Salamanque     |        |
| 200 m                | 22 s 68 (+0,7 m/s) | Roxana Díaz                                                                | 4 juillet 2007   |                                                  | Salamanque     |        |
| 400 m                | 49 s 61 | Ana Fidelia Quirot                                                         | 5 août 1991      | Jeux panaméricains                               | La Havane      |        |
| 800 m                | 1 min 54 s 44 (AR) | Ana Fidelia Quirot                                                         | 9 septembre 1989 | Coupe du monde des nations                       | Barcelone      |        |
| 1 500 m              | 4 min 09 s 57 | Adriana Muñoz                                                              | 7 août 2003      | Jeux panaméricains                               | Saint-Domingue |        |
| 3 000 m              | 9 min 17 s 7 | Yudelkis Martínez                                                          | 1er juillet 2004 |                                                  | Santa Clara    | [ 13 ] |
| 5 000 m              | 16 min 01 s 7 | Yudelkis Martínez                                                          | 4 juillet 2004   |                                                  | Santa Clara    | [ 15 ] |
| 10 000 m             | 33 min 13 s 0 | Anisleidis Ochoa                                                           | 8 mars 2025      | Mémorial Jesús Molina                            | La Havane      | [ 16 ] |
| 10 km (route)        | 33 min 49 s | Yesenia Centeno                                                            | 8 avril 2001     |                                                  | Barcelone      |        |
| Semi-marathon        | 1 h 9 min 59 s | Yesenia Centeno                                                            | 29 mars 2003     |                                                  | Azpeitia       | [ 17 ] |
| Marathon             | 2 h 36 min 35 s | Emperatriz Wilson                                                          | 13 décembre 1992 |                                                  | Caracas        |        |
| 100 m haies          | 12 s 61 (+1,4 m/s) | Anay Tejeda                                                                | 5 juillet 2008   | Championnats d'Amérique centrale et des Caraïbes | Cali           |        |
| 400 m haies          | 52 s 89 | Daimi Pernia                                                               | 25 août 1999     | Championnats du monde                            | Séville        |        |
| 3 000 m steeple      | 9 min 58 s 7 | Yoslin Ocampo                                                              | 30 mai 2009      | Mémorial Barrientos                              | La Havane      |        |
| Saut en hauteur      | 2,04 m | Silvia Costa                                                               | 9 septembre 1989 | Coupe du monde des nations                       | Barcelone      |        |
| Saut à la perche     | 4,91 m | Yarisley Silva                                                             | 2 août 2015      |                                                  | Beckum         | [ 18 ] |
| Saut en longueur     | 6,99 m (+0,4 m/s) | Lissete Cuza                                                               | 3 juin 2000      |                                                  | Iéna           |        |
| Triple saut          | 15,28 m (+0,9 m/s) (AR) | Yargelis Savigne                                                           | 31 août 2007     | Championnats du monde                            | Osaka          | [ 20 ] |
| Lancer du poids      | 20,96 m A (AR) | Belsy Laza                                                                 | 2 mai 1992       |                                                  | Mexico         |        |
| Lancer du disque     | 73,09 m (AR) | Yaimé Pérez                                                                | 13 avril 2024    |                                                  | Ramona         | [ 21 ] |
| Lancer du marteau    | 76,62 m | Yipsi Moreno                                                               | 9 septembre 2008 | Hanžeković Memorial                              | Zagreb         |        |
| Lancer du javelot    | 71,70 m (AR) | Osleidys Menéndez                                                          | 14 août 2005     | Championnats du monde                            | Helsinki       | [ 22 ] |
| Heptathlon           | 6 742 pts | Yorgelis Rodríguez                                                         | 26-27 mai 2018   | Hypo-Meeting                                     | Götzis         | [ 23 ] |
| Heptathlon           | 13 s 48 (+0,3 m/s) (100 m haies), 1,86 m (hauteur), 14,95 m (poids), 23 s 96 (-0,6 m/s) (200 m) / 6,58 m (+2,3 m/s) (longueur), 48,65 m (javelot), 2 min 12 s 73 (800 m) |                                                                            |                  |                                                  |                |        |
| 20 km marche (route) | 1 h 33 min 47 s | Yarcelis Sánchez                                                           | 30 juillet 2002  |                                                  | Matanzas       |        |
| 4 × 100 m            | 42 s 89 | Équipe nationale Miriam Ferrer Aliuska López Julia Duporty Liliana Allen   | 22 août 1993     | Championnats du monde                            | Stuttgart      |        |
| 4 × 400 m            | 3 min 23 s 21 | Équipe nationale Roxana Díaz Zulia Calatayud Susana Clement Indira Terrero | 23 août 2008     | Jeux olympiques                                  | Pékin          | [ 24 ] |